# Zlatá růže

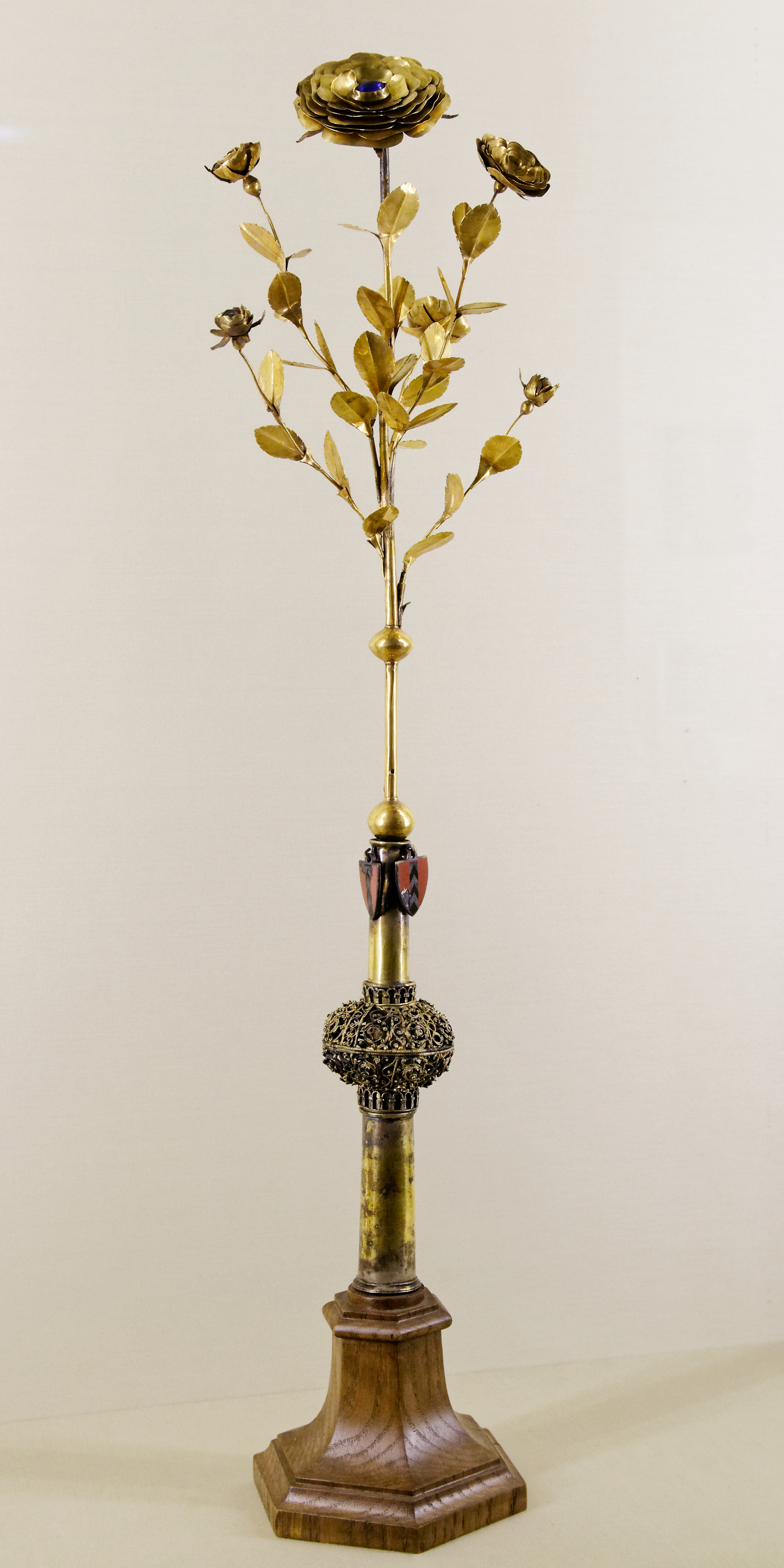
Zlatá růže vévody Rudolfa III. z Nideau, 1330, Avignon; Musée de Cluny Paříž

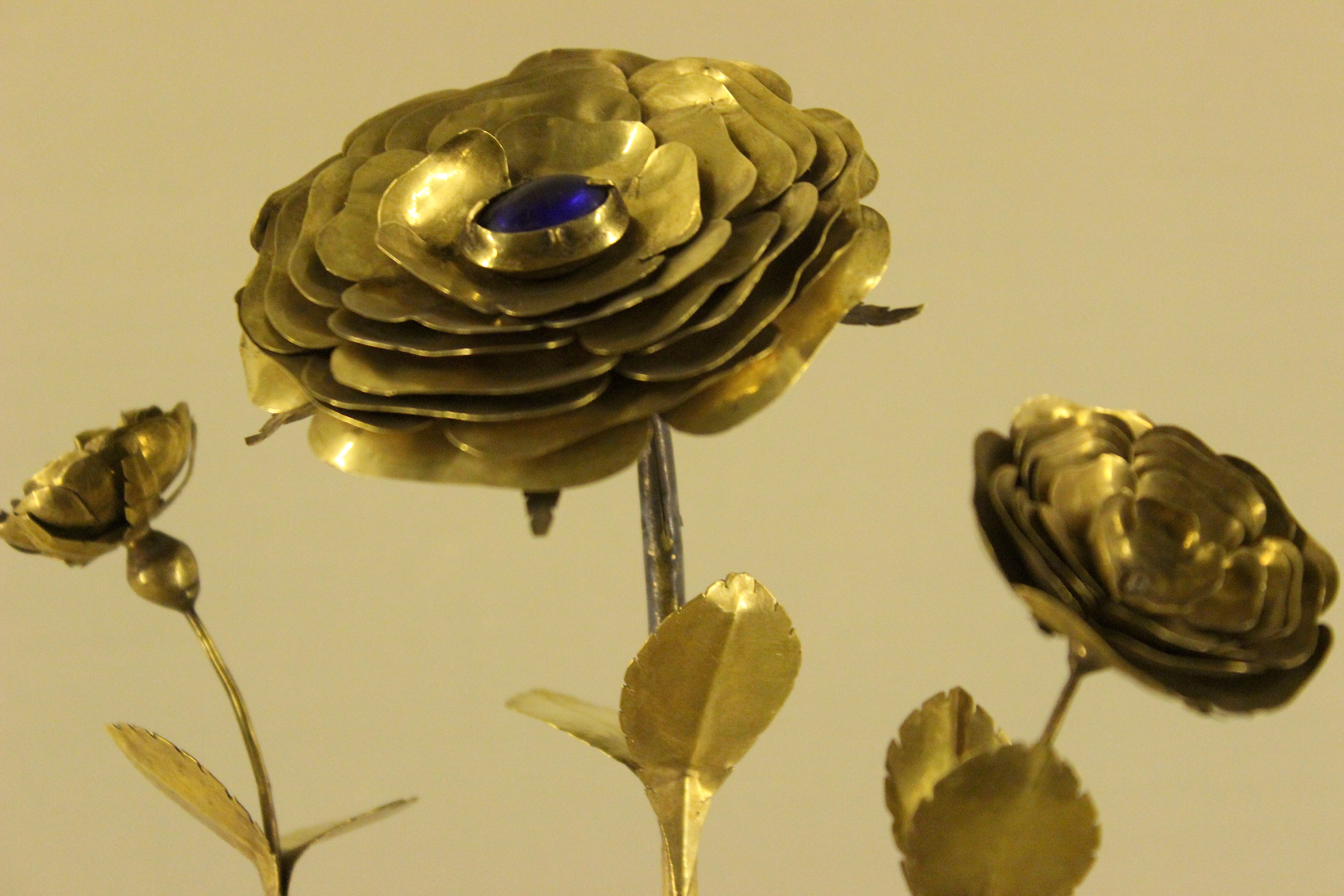
tatáž růže, detail stolistého květu se safírem

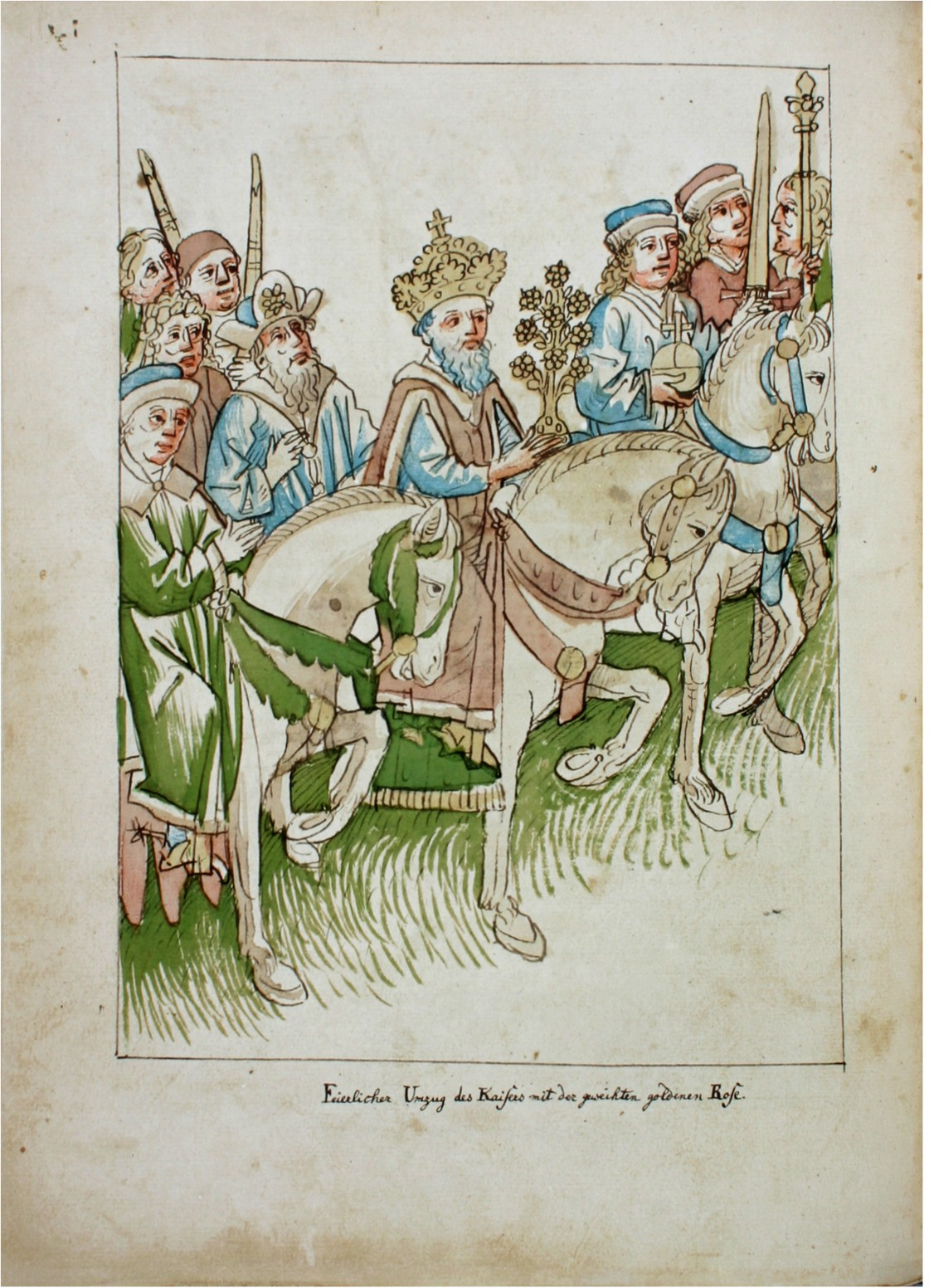
Císař Zikmund Lucemburský si roku 1415 veze Zlatou růži z Kostnického koncilu, Richentalova kronika

Zlatá růže (latinsky Rosa aurea, italsky Rosa d'oro) je posvěcený klenot ve tvaru růžové ratolesti z drahých kovů s drahokamy (nebo bez nich), udělovaný již téměř tisíc let papežem jako dekorace unikátního vyznamenání. Uděluje se významným osobám nebo institucím. Status jejího udělování, obřad, velikost i podoba klenotu se během století poněkud proměnily, tradice jejího udělování zůstává.  

## Historie
První růže byla zhotovena asi roku 1096 na objednávku papeže Lva IX., který takto vyznamenal římské poutní baziliky Lateránskou a Santa Croce in Gerusalemme. V minulosti papežové darovali za celý pontifikát různý počet růží - podle vlastního uvážení, v posledních stoletích jen jednu až čtyři. Během 20. století se počet ještě snížil, zatímco jiná papežská vyznamenání a řády se začaly udělovat častěji.

## Obřad posvěcení
Papež růži uděluje ve čtvrtou neděli postní jako předzvěst blížících se Velikonoc, tedy Kristova utrpení a vzkříšení. Trny růže jsou symbolem jeho trnové koruny, vůně růže je symbolem Kristova těla. Do kostela růži dříve papež přinášel před bohoslužbou v procesí, postavil na oltář, odsloužil před ní mši za asistence dvou kardinálů, oděných do speciálních růžových dalmatik a po bohoslužbě ji pozdvihl v obou rukou k modlitbě, poté ji požehnal. Pak ji opět v procesí odnesl zpět do papežského paláce, kde ji předal obdarovanému. Od raného novověku již k obřadu slouží nedělní kaple při paramentním sále papežského paláce ve Vatikánu. 
V současnosti růži uděluje papež buď sám, nebo prostřednictvím některého kardinála, jako zvláštní vyznamenání osobnostem (jen do roku 1958), chrámům, městům či vládám pro jejich katolického ducha a loajalitu ke Svatému stolci. Její udělení je považováno za vysoké vyznamenání; je oceněním náboženských činů a vyjádřením mimořádné papežské přízně. Papež má posvěcenou růži připravenou k předání, pokud ji v tom roce nepředá, ponechá si ji v kapli na příští rok. Popsaný  obřad se ustálil během 13. a 14. století, jeho výzkumem se zabýval papež Benedikt XVI.

## Popis
Dekorace je mistrovská zlatnická práce, tepaná zpravidla ze zlaceného stříbra (dříve vzácněji i ze zlata). Má podobu stojací trojrozměrné růžové ratolesti s pěti až deseti větvičkami s listy a trny, na konci každého stonku je stolistý květ nebo uzavřené poupě, ústřední horní květ s lístky stolisté růže je největší. Do každého okvětního lístku má být vsazen jeden drahokam, od 19. století již většinou kameny chybí, celkový vzhled růže určuje zlatník. Květy bývají napuštěny vonnými esencemi (balzámem a bisamem (pižmem)). Zhotovuje ji zlatník papežský nebo mistr papežem jmenovaný. 

## Některé historické exempláře

### v Evropě
- Basilejská zlatá růže, neboli růže Rudolfa III. z Nideau, vévody z Neuchatelu (1330), je gotická práce, tepaná ze zlaceného stříbra, nodus filigránový, květy s modrými safíry, dva erbovní štítky s červeným a černým emailem, výška se stojánkem 60,5 cm, dárce: papež Jan XXII., autor: Minucchio Jacobi da Siena, Avignon; dlouho byla chována v Basileji, nyní vystavena v Musée de Cluny v Paříži
- Zlatá růže ve dvouuché vázičce na stojánku o třech nožkách, (1520): udělil ji papež Lev X. kardinálu Albrechtovi Braniborskému, uložena v Halle an der Saale, v chrámové pokladnici Hallských svátostí, odvedena k do mincovny k roztavení, známa z vyobrazení v Aschaffenburském inventáři[3]
- Dvě Zlaté růže císaře Zikmunda Lucemburského; první mu udělil papež Řehoř XII. roku 1415 prostřednictvím svých kardinálů na koncilu v Kostnici; druhou dostal roku 1435 od Evžena IV.; nedochovaly se, jedna je známa z vyobrazení v Richentalově kronice
- Zlatá růže (1605), udělil ji papež Řehoř XIII. francouzskému králi Karlovi IX. jako výraz díků za vyvraždění hugenotů o bartolomějské noci.
- Zlatá růže dómu v Sieně, (1658), udělil ji papež Alexandr VII. z rodu Chigi, a proto růže nemá místo tradiční vázu a podstavec, ale vyrůstá z hory se šesti vrchy, což je erb rodu Chigi.

### v Česku
- Zlatá růže české královny Anny Jagellonské, udělil ji papež Pavel III.; královna zemřela roku 1547 v Praze, s habsburským dědictvím se růže dostala do Vídně; nedochovala se.
- Zlatá růže rakouské císařovny a poslední korunované české královny Marie Anny, dar papeže Řehoře XVI. z roku 1832; Svatovítský poklad v Praze (depozitář).
- Zlatá růže Velehradské baziliky z roku 1985; udělil ji papež sv. Jan Pavel II.

## Současnost
V současné době papežové růži udělují spíše vzácně a prakticky výhradně místům, nikoliv lidem. Posledních pět pontifiků udělilo celkem 33 Zlatých růží (stav k roku 2013) a ani jedna z nich nebyla určena člověku. 
- Papež Pavel VI. jich udělil pět, Jan Pavel I. žádnou (vzhledem ke svému krátkému pontifikátu) a Jan Pavel II. devět, z nichž jednu obdržela velehradská bazilika (1985).
- Za Benedikta XVI. se zvyk udělování růže těšilo velké oblibě, udělil devatenáct zlatých růží, počínaje Jasnou Horou (2006),  a konče národní bazilikou na Kubě v roce (2012).
- Papež František udělil svou první zlatou růži v listopadu 2013 Bazilice Panny Marie Guadalupské v Mexiku. Na závěr svého pobytu na Slovensku 15. září 2021 udělil zlatou růži poutní bazilice Panny Marie sedmibolestné v Šaštíně.